# Calobatella uchidana
Calobatella uchidana är en tvåvingeart som först beskrevs av Willi Hennig 1938.  Calobatella uchidana ingår i släktet Calobatella och familjen skridflugor.
Artens utbredningsområde är Sachalin. Inga underarter finns listade i Catalogue of Life.